# Robin Hood und ich
Robin Hood und ich ist eine deutsche Fantasy-Filmkomödie aus dem Jahr 2013. Regie führte Holger Haase. Das Drehbuch verfasste Martin Ritzenhoff zusammen mit Mathias Lösel, der auch als Produzent mitwirkte.

## Handlung
Der Fernsehfilm versetzt Robin Hood in das heutige Berlin. Dort steht er Marion bei, einer alleinerziehenden Mutter. Deren Ex-Mann Felix macht ihr das Sorgerecht für die Kinder Lukas und Nina streitig. Außerdem steht die Textilfabrik, in der sie arbeitet, vor der Abwicklung und ihr Arbeitsplatz ist in Gefahr. Ihr Ex-Mann Felix ist der Insolvenzverwalter. Mit Hilfe von Robin Hood wird die Textilfabrik gerettet und auch der Sorgerechtsstreit kann gewonnen werden.